# Pedro Mexia
Pedro de Magalhães Mexia Bigotte Chorão GOSE • ComM (Lisboa, 5 de dezembro de 1972) é um poeta, cronista e crítico literário português.

## Biografia
É filho do escritor João Bigotte Chorão e de sua mulher Maria José de Magalhães Mexia, filha de Manuel de Magalhães Mexia, Presidente da Câmara Municipal da Lousã de 1954 a 1966. 
Licenciou-se em Direito pela Faculdade de Direito da Universidade Católica Portuguesa. Frequenta o programa de doutoramento em Teoria da Literatura na Faculdade de Letras da Universidade de Lisboa. É professor convidado do curso de pós-graduação em Artes da Escrita (Departamento de Estudos Portugueses, FCSH, Universidade Nova de Lisboa). 
É crítico e cronista do semanário Expresso. Com Carlos Vaz Marques, João Miguel Tavares e Ricardo Araújo Pereira, integra o painel do Programa Cujo Nome Estamos Legalmente Impedidos de Dizer (até 2021 intitulado Governo Sombra), transmitido na rádio TSF (2008-2021) e nos canais de televisão TVI24 (2012-2019) e SIC Notícias (desde 2020). Tem desde 2025 uma rubrica mensal no podcast O Poema Ensina a Cair, de Raquel Marinho.  
Desde 2016 exerce funções de consultor para a cultura da Casa Civil do Presidente da República. É membro do Conselho Editorial da Imprensa Nacional - Casa da Moeda.  
Coordena desde 2013 a colecção de poesia das Edições Tinta-da-china, na qual foram publicados quatro dezenas de títulos de autores estrangeiros (Hugo Williams, John Berryman, Jacques Roubaud, Adam Zagajewski, Alejandra Pizarnik), lusófonos (João Vário, Fabiano Calixto, Eucanaã Ferraz, Marília Garcia, Carlos Drummond de Andrade, Carlito Azevedo) e portugueses (Rosa Oliveira, Luís Quintais, A.M. Pires Cabral, Matilde Campilho, Miguel-Manso, José Ricardo Nunes, Rui Cóias, Cláudia R. Sampaio, António Carlos Cortez, Miguel Cardoso, António Reis, Rui Knopfli, Tatiana Faia,  Alberto de Lacerda, Fernando Luís Sampaio, Fernando Assis Pacheco, Margarida Vale de Gato, Jorge Gomes Miranda, João Pedro Grabato Dias, Raquel Nobre Guerra, Andreia C. Faria, Duarte Scott, Helga Moreira, Natália Correia, Carlos Bessa, Luís Amorim de Sousa, Inês Morão Dias). 
É director (depois de entre 2019 a 2024 ter sido co-director, com Gustavo Pacheco) da Granta em língua portuguesa.
Foi crítico e cronista no Diário de Notícias (1998-2007) e no Público (2007-2011), subdirector e director interino da Cinemateca Portuguesa (2008-2010) e vogal do Conselho Directivo da Fundação Centro Cultural de Belém (2016-2023). Escreveu regularmente na revista LER. Participou em diversos projectos das Produções Fictícias, como É a Cultura, Estúpido (Teatro São Luiz); O Eixo do Mal (SIC Notícias); O Inimigo Público (suplemento do Público); Os Culturistas e O Que Fica do Que Passa (Canal Q). Manteve rubricas de cinema na Rádio Renascença (meados dos anos 1990) e na Antena 3 (2015-2016).  Foi co-autor, com Inês Meneses, de PBX (2015-2023), um programa da Radar e um podcast do Expresso.
Colaborou com dois projetos de peças curtas: Urgências (Teatro Maria Matos, 2004 e 2006) e Panos (Culturgest, 2012). Adaptou para teatro (com Ricardo de Araújo Pereira) Como Fazer Coisas com Palavras, do filósofo britânico John Austin (Teatro São Luiz, 2008). Publicou a peça Nada de Dois (2009, encenada em São Paulo em 2010, num festival no Canadá em 2011 e no Teatro de Vila Real em 2018) e escreveu Pigmalião, a partir de Ovídio (Teatro Oficina, Guimarães, 2010). Encenou Agora a Sério, de Tom Stoppard (Teatro Aberto, 2010), e No Campo, de Martin Crimp (Teatro Turim, 2013; também levado à cena no Teatro Angrense, Angra do Heroísmo, em 2018). Escreveu, a convite do Teatro Nacional São João, a peça Suécia (estreada no TNSJ em 2023, com encenação de Nuno Cardoso, e apresentada no mesmo ano no Festival de Cluj). Escreveu o argumento do telefilme Bloqueio (realização de Henrique Oliveira, RTP, 2012).
Poemas Reunidos (2023) reorganizou os poemas publicados em Duplo Império (1999), Em Memória (2000), Avalanche (2001), Eliot e Outras Observações (2003), Vida Oculta (2004), Senhor Fantasma (2007), Uma Vez Que Tudo se Perdeu (2015) e Verdadeira Herança (2021). Anteriormente foram publicadas as antologias Menos por Menos - Poemas Escolhidos (2011), Poemas Escolhidos (2018) e, no Brasil, Contratempo (2016). Em 2025, publicou poemas inéditos em Cinquenta cinquenta.
Editou oito colectâneas de crónicas: Primeira Pessoa (2006), Nada de Melancolia (2008), As Vidas dos Outros (2010), O Mundo dos Vivos (2012), Cinemateca (2013), Biblioteca (2015), Lá Fora (2018) e Imagens Imaginadas (2019). Uma antologia intitulada Queria mais é que chovesse (2015) saiu no Brasil. 
Manteve os blogues A Coluna Infame (com João Pereira Coutinho e Pedro Lomba), 2002-2003; Dicionário do Diabo, 2003-2004; Fora do Mundo (com Francisco José Viegas e Pedro Lomba), 2004-2005; Estado Civil, 2005-2009; Lei Seca, 2009-2012; e Malparado, 2012-2015. Desses blogues nasceram cinco volumes de diários: Fora do Mundo (2004), Prova de Vida (2007), Estado Civil (2009), Lei Seca (2014) e Malparado (2017). 
Está representado nas antologias nacionais e estrangeiras Ventana a la nueva poesía portuguesa (México, 2001), org. Nuno Costa Santos e Benjamín Valdivia; 366 Poemas que Falam de Amor (2003), org. Vasco Graça Moura; Anthologie de la jeune poésie portugaise (número 24 de Bacchanales - Revue de la Maison de la poésie Rhônes- Alpes (2004), org. Nuno Júdice; Antologia do Humor Português (2008), org. Nuno Artur Silva e Inês Fonseca Santos; Poemas Portugueses – Antologia da Poesia Portuguesa do Séc. XIII ao Séc. XXI (2009), org. Jorge Reis-Sá e Rui Lage; Alma Minha Gentil: Antologia general de la poesía portuguesa (Espanha, 2009), org. Carlos Clementson; Poemas com Cinema (2010), org. Joana Matos Frias, Luís Miguel Queirós e Rosa Maria Martelo; Em Lisboa, Sobre o Mar (2013), org. Ana Isabel Queiroz, Luís Maia Varela e Maria Luísa Costa; Lisbonne: Histoire, promenades, anthologie et dictionnaire, (colecção Bouquins, Robert Laffont, 2013), org. Luísa Braz de Oliveira; Escribiré en el piano. 101 poemas portugueses, (Editorial Pre-textos, 2015), org. Manuela Júdice e Jerónimo Pizarro, 77 Poemas Sobre Casas  (Escola de Arquitetura da Universidade do Minho, 2017), org. Carla Lage; Os Cem Melhores Poemas Portugueses dos Últimos Cem Anos (Companhia das Letras, 2017), org. José Mário Silva; Nos dias tristes não se fala de aves - Antologia da poesia portuguesa contemporânea (Bulgária, 2018), org. Maria Georgieva; No Dentro e Fora das Palavras (Modo de Ler, 2019), org. Maria Hercília Agarez; A Visagem do Cronista - Antologia de crónica autobiográfica portuguesa - Vol. 2 (Abysmo, 2019), org. Carina Infante do Carmo; Creio Que Foi o Sorriso (A Casa dos Ceifeiros, 2020), org. Jorge Reis-Sá; Quisimos arrancar la mascara. Poetas portugueses (Universidade de Nuevo Leon, México, 2021), org. Nuno Júdice; O Que Lêem os Escritores (Tinta-da-china, 2024); O Desembarque das Ondas - Poemas para Ingmar Bergman (Linha de Sombra, 2024), org. Raquel Nobre Guerra; e Filhos da Época - 50 poemas políticos nos 50 anos do 25 de Abril (Assembleia da República, 2025), org. Rui Lage. Em França saiu a antologia poética Contretemps (Festival Voix Vives / Al Manar Éditions, 2018), tradução de Dominique Stonesco.
Organizou Contemplação Carinhosa da Angústia (2000), ensaios de Agustina Bessa-Luís; a antologia Verbo: Deus como Interrogação na Poesia Portuguesa (2014) [com José Tolentino Mendonça]; O Homem Fatal (2016), crónicas escolhidas de Nelson Rodrigues; Nada Tem Já Encanto (2017), poemas escolhidos de Rui Knopfli; Santos e Pecadores (2019), ensaios de Graham Greene; uma Antologia Inquieta de Sá de Miranda (2021); e Segundo Paraíso: Do Cinema como Ficção do Nosso Sobrenatural (2022), ensaios de Eduardo Lourenço.
Escreveu introduções a livros de Camilo Castelo Branco, Aquilino Ribeiro, Agustina Bessa-Luís, Eugénio de Andrade,  António Osório, Vasco Graça Moura, João Miguel Fernandes Jorge, António Sousa Homem, e de Xavier de Maistre, Ambrose Bierce, Federico García Lorca, George Orwell, William Golding, Roger Grenier, Flannery O'Connor, Gabriel García Márquez - Mario Vargas Llosa,Tomas Tranströmer e Werner Herzog, e ao volume O Cinema das Palavras - Entrevistas À Pala de Walsh (Linha de Sombra, 2024), org. Carlos Natálio, João Araújo, Luís Mendonça e Ricardo Vieira Lisboa.
Publicou traduções ou versões de Notas sobre o Cinematógrafo, de Robert Bresson; Agora a Sério, de Tom Stoppard; Última Semana, de Hugo Williams; No Campo, de Martin Crimp; A Praia, de Peter Asmussen [com João Reis]; e Oleanna, de David Mamet [para um espectáculo de Ricardo Pais, Teatro Sá da Bandeira, Porto, 2019].
Escreveu a letra de uma canção ("Lixo") do álbum Equilíbrio (2010), de Balla. Para o compositor Nuno Côrte-Real escreveu o libreto da ópera cómica Canção do Bandido (Teatro da Trindade, 2018) e os textos do ciclo de canções Tremor (Culturgest, 2021).
É membro do júri do Prémio D. Dinis, instituído pela Fundação Casa de Mateus. Foi jurado do Prémio Literário da Fundação Inês de Castro (2010-2021), do Prémio Camões (2015, 2016), do Prémio Vasco Graça Moura para inéditos atribuído pela Imprensa Nacional - Casa da Moeda (2015-2025), do prémio Oceanos (2018, 2019, 2021, 2022) e do Premio Strega [júri estrangeiro] (2021). Integrou igualmente júris do Clube Português de Artes e Ideias, da Fundação Luís Miguel Nava, do Instituto Camões, das Correntes d'Escritas, da Sociedade Portuguesa de Autores, da Associação Portuguesa de Escritores, da Casa da América Latina, dos festivais de cinema IndieLisboa, Curtas Vila do Conde e MOTELX e da Bienal de Cerveira
Filiou-se no CDS-PP em 1998, após a eleição de Paulo Portas como líder. Desfiliou-se em 2004. Em 2019, a convite de Assunção Cristas, colaborou (como independente) com o grupo que preparou o programa eleitoral do partido.
A 9 de Junho de 2015, foi agraciado com o grau de Oficial da Ordem Militar de Sant'Iago da Espada. Em 2017, o Governo Sombra recebeu o Prémio Autores, da Sociedade Portuguesa de Autores, na categoria de Melhor Programa de Rádio. Em 2019, a ópera Canção do Bandido venceu o Prémio Autores na categoria Melhor Trabalho de Música Erudita. Em 2019, Lá Fora venceu o Grande Prémio de Crónica da Associação Portuguesa de Escritores. Em 2020, Imagens Imaginadas esteve entre os livros semi-finalistas do Prémio Oceanos. A 7 de março de 2022, foi agraciado com o grau de Comendador da Ordem do Mérito. A 30 de Maio de 2023 foi eleito sócio correspondente da Classe de Letras da Academia das Ciências de Lisboa (1.ª Secção - Literatura e Estudos Literários). A 10 de março de 2025, foi agraciado com o grau de Grande-Oficial da Ordem Militar de Sant'Iago da Espada.

## Obras

### Poesia
- Duplo Império (ed. autor, 1999)
- Em Memória (Gótica, 2000)
- Avalanche (Quasi, 2001)
- Eliot e Outras Observações (Gótica, 2003)
- Vida Oculta (Relógio D'Agua, 2004)
- Senhor Fantasma (Oceanos, 2007)
- Menos por Menos - Poemas Escolhidos (D. Quixote, 2011)
- Uma Vez Que Tudo se Perdeu (Tinta-da-china, 2015)
- Poemas Escolhidos (Tinta-da-china, 2018)
- Verdadeira Herança (Tinta-da-china, 2021, fora do mercado)
- Poemas Reunidos (Tinta-da-china, 2024)
- Cinquenta cinquenta (Tinta-da-china, 2025)

### Crónicas
- Primeira Pessoa (Casa das Letras, 2006)
- Nada de Melancolia (Tinta-da-china, 2008)
- As Vidas dos Outros (Tinta-da-china, 2010)
- O Mundo dos Vivos (Tinta-da-china, 2012)
- Cinemateca (Tinta-da-china, 2013)
- Biblioteca (Tinta-da-china, 2015)
- Lá Fora (Tinta-da-china, 2018), Grande Prémio de Crónica APE
- Imagens Imaginadas (Tinta-da-china, 2019)

### Diários
- Fora do Mundo (Cotovia, 2004)
- Prova de Vida (Tinta-da-china, 2007)
- Estado Civil (Tinta-da-china, 2009)
- Lei Seca (Tinta-da-china, 2014)
- Malparado (Tinta-da-china, 2017)

### Teatro
- Nada de Dois (Tinta-da-china, 2009)
- Suécia (Húmus, TNSJ, 2023)

### Traduções e Versões
- Robert Bresson, Notas sobre o Cinematógrafo (Porto Editora, 2004)
- Tom Stoppard, Agora a Sério (Tinta-da-china, 2010), teatro
- Hugo Williams, Última Semana (Tinta-da-china, 2014), poesia
- Martin Crimp, No Campo (Tinta-da-china, 2016), teatro
- Peter Asmussen, A Praia (Tinta-da-china, 2018) [com João Reis], teatro
- David Mamet, Oleanna (Tinta-da-china, 2019), teatro

### Organização de edições
- Agustina Bessa-Luís, Contemplação Carinhosa da Angústia (Guimarães, 2000)
- Verbo: Deus como Interrogação na Poesia Portuguesa (Assírio & Alvim, 2014) [com José Tolentino Mendonça]
- Nelson Rodrigues, O Homem Fatal (Tinta-da-china, 2016)
- Rui Knopfli, Nada Tem Já Encanto (Tinta-da-china, 2017)
- Graham Greene, Santos e Pecadores (trad. Miguel Freitas da Costa, Livros do Brasil, 2019)
- Sá de Miranda, Antologia Inquieta (Opera Omnia, 2021)
- Eduardo Lourenço, Segundo Paraíso: Do Cinema como Ficção do Nosso Sobrenatural (Fundação Calouste Gulbenkian, 2022)

### Edições estrangeiras
- Queria mais é que chovesse (Tinta-da-china Brasil, 2015)
- Contratempo - poemas escolhidos (Tinta-da-china Brasil, 2016)
- Contretemps (Al Manar Éditions, Neuilly, trad. Dominique Stonesco, 2018)